# Теллурид железа(III)
Теллурид железа(III) — бинарное неорганическое соединение, 
железа и теллура с формулой Fe2Te3.

## Получение
- Нагревание смеси чистых веществ:

{\displaystyle {\mathsf {2Fe+3Te\ {\xrightarrow {435^{o}C}}\ Fe_{2}Te_{3}}}}

## Физические свойства
Теллурид железа(III) образует кристаллы
гексагональной сингонии,
пространственная группа P 63/mmc,
параметры ячейки a = 0,3816 нм, c = 0,5654 нм.
Является примесным полупроводником.